# Шоври
Шоври (фр. Chauvry) је насељено место у Француској у региону Париски регион, у департману Долина Оазе.
По подацима из 2011. године у општини је живело 304 становника, а густина насељености је износила 60,8 становника/km².

## Демографија
| 1962. | 1968. | 1975. | 1982. | 1990. | 2011. |
| ----- | ----- | ----- | ----- | ----- | ----- |
| 238   | 240   | 250   | 263   | 287   | 304   |